# Vernie
Vernie ist eine französische Gemeinde mit 339 Einwohnern (Stand: 1. Januar 2022) im Département Sarthe in der Region Pays de la Loire. Sie gehört zum Arrondissement Mamers und zum Kanton Sillé-le-Guillaume. 

## Lage
Der Ort liegt rund 23 Kilometer nordwestlich von Le Mans am linken Ufer des Flusses Longuève. Die Gemeinde grenzt im Nordwesten an Pezé-le-Robert, im Norden an Ségrie, im Nordosten an Assé-le-Riboul, im Südosten an Mézières-sous-Lavardin, im Südwesten an Neuvillalais und im Westen an Crissé. Vernie liegt knapp außerhalb des Regionalen Naturparks Normandie-Maine.

## Bevölkerungsentwicklung
| Jahr      | 1962 | 1968 | 1975 | 1982 | 1990 | 1999 | 2008 | 2015 |
| --------- | ---- | ---- | ---- | ---- | ---- | ---- | ---- | ---- |
| Einwohner | 435  | 427  | 379  | 299  | 279  | 285  | 338  | 345  |